# Wadotes willsi
Wadotes willsi là một loài nhện trong họ Amaurobiidae.
Loài này thuộc chi Wadotes. Wadotes willsi được miêu tả năm 1987 bởi Bennett.